# Clemensia cernitis
Clemensia cernitis är en fjärilsart som beskrevs av Druce 1897. Clemensia cernitis ingår i släktet Clemensia och familjen björnspinnare. Inga underarter finns listade i Catalogue of Life.